# Castanea henryi

Illustration

Castanea henryi ist eine Kastanienart aus der Familie der Buchengewächse.

## Merkmale
Castanea henryi ist ein laubabwerfender Baum der Wuchshöhen von bis zu 30 Metern erreicht. Der Stammdurchmesser erreicht über 90 Zentimeter.
Die kurz gestielten Laubblätter sind wechselständig. Der kurze Blattstiel ist 1 bis 2,5 Zentimeter lang. Die spitze bis zugespitzte oder geschwänzt Blattspreite ist 10 bis 23 Zentimeter lang und eiförmig bis eilanzettlich oder eilliptisch, lanzettlich. Die Unterseite ist mit gelblich braunen und mit schuppenähnlichen Drüsen bedeckt, sie weist bei jungen Blättern entlang der Blattadern eine leichte Behaarung auf und verkahlt später. Die Blattbasis ist abgerundet bis spitz, bei jungen Blättern aber noch keilförmig. Der fast ganze Blattrand ist mit schmalen 2 bis 4 Millimeter langen, borstenförmigen Zähnen, Grannen besetzt.
Castanea henryi ist einhäusig monözisch. Die männlichen Blütenstände, Kätzchen sind 5 bis 16 Zentimeter lang. Weibliche Blüten sind je Fruchtbecher meist eine, seltener zwei oder drei vorhanden. Die Fruchtbecher sind in einer kurzen Ähre angeordnet. Der Fruchtbecher hat einschließlich der Schuppen einen Durchmesser von 2,5 bis 3,5 Zentimeter. Er ist mit leicht behaarten und stachelartigen Schuppen bedeckt. Je Fruchtbecher ist meist eine Nussfrucht vorhanden. Diese haben einen Durchmesser von 1,5 bis 2 Zentimeter, sind länger als breit und kugelig bis eiförmig.
Die Art blüht von Mai bis Juli und fruchtet von September bis Oktober.

## Vorkommen
Castanea henryi ist in China endemisch und dort in den Provinzen Anhui, Fujian, Guangdong, Guangxi, Guizhou, Henan, Hubei, Hunan, Jiangsu, Jiangxi, Shaanxi, Sichuan, Yunnan und Zhejiang anzutreffen. Die Art wächst in mesophytischen Mischwäldern an Berghängen in Höhenlagen von 100 bis 1800 m.

## Systematik
Die Art wurde 1899 von Sidney Alfred Skan als Castanopsis henryi erstbeschrieben und 1916 von Alfred Rehder und Ernest Henry Wilson in die Gattung Castanea gestellt. Synonyme sind Castanea sativa Miller var. acuminatissima und Castanea vilmoriniana Dode.
Es wird eine Varietät Castanea henryi var. omeiensis W.P.Fang unterschieden, bei dem sich auf jungen Blattspreiten sternförmige, flaumige Haare befinden und je Fruchtbecher ein bis drei Nussfrüchte vorhanden sind. Bei diesem Taxon handelt es sich möglicherweise um eine Hybride zwischen Castanea henryi und Castanea mollissima.